# في سبيل التاج
في سبيل التاج، رواية من تعريب مصطفى لطفي المنفلوطي، وهي في أصلها مسرحية شعرية للأديب الفرنسي فرانسوا كوبيه عام 1895م.
هي رواية أدبية تمثيلية، تدور أحداثها في القرن الرابع عشر على أرض البلقان، لعبت فيها الشخصيات أدوارا متباينة بين الانتماء والخيانة كعادة أي شعب محتل.

## الحبكة
في سبيل التاج رواية أخلاقية بطلها فتى يدعى "قسطنطين"، صارع نفسياً عاطفتين قوتين هما حب الأسرة وحب الوطن، فضحّى بالأولى فداءً للثانية، ثم ضحى بحياته فداءً لشرف الأسرة المتمثل في والده الخائن "برانكومير"
امتازت الرواية بالأسلوب السهل الممتع، والأفكار المتسلسلة المتماسكة، والوقائع الجلية الواضحة.
نقل مصطفى لطفي المنفلوطي هذه المأساة إلى اللغة العربية في قالب روائي جميل، واستطاع أن يصور الروح الأصلية للمؤلف تصويراً مؤثراً.

## ملخص الرواية
يجسد مصطفى لطفي المنفلوطي في روايته "سبيل التاج" تعارض حب الوطن و حب الأسرة في شخصية قسطنطين الذي ضحى بأبيه في سبيل وطنه بعدما قرر الأب خيانة بلده من أجل زوجته التي أعمت بصيرته، فبدأ يحاول السعي خلف العرش مهما تطلبه الأمر، كما ضحى قسطنطين بنفسه من أجل شرف أبيه، فاتهم بالخيانة و بقي اسم أبيه مرتبطا بالبطولة و الشرف، أما هو فحكم عليه بأن يقيد بتمثال أبيه مدى حياته و يهينه المارة و يضربونه كما شاؤوا، ولم ينقذه من هذا العار إلا الفتاة الأسيرة التي منع أباه من قتلها و أحسن إليها، حيث طعنته بخنجر و طعنت نفسها أيضا ليموتا بجانب بعضهما، ولم تكشف الحقيقة حتى وصل أجل زوجة أبيه، فبدأت تهدي بالمؤامرة التي حاولت تنفيذها و كيدها للابن ليذهب ضحيتها ظنا منهم أنه من اتفق مع العدو لإسقاط البلد و ليس أباه.

## وصلات خارجية
- نسخة لرواية في سبيل التاج على موقع مؤسسة هنداوي للتعليم والثقافة